# Museu Memling
El Museu Memling (Memling in Sint-Jan, nom original en flamenc) és un museu allotjat a l'antic hospital Sant Joan (Sint-Janshospitaal), un dels més antics hospitals medievals d'Europa, situat a Bruges, a Flandes.
L'hospital de Sant Joan va ser fundat cap a 1150 i va acollir els serveis mèdics de la ciutat de Bruges fins al 1977.
Les antigues sales dels malalts exposen quadres, objectes mèdics, mobiliari antic i arxius que il·lustren la vida quotidiana dels malalts i de les comunitats religioses, germans i més tard germanes del segle xvi, sotmeses a la regla de Sant Agustí que administraven l'hospital consagrat, inicialment, a l'acollida dels pelegrins i dels indigents.
La farmàcia va estar activa fins al 1971 i conserva la disposició que tenia el segle xvii.

## La Col·lecció Memling
La capella de l'hospital exposa sis obres mestres del pintor d'origen alemany Hans Memling, quatre dels quals varen ser pintats específicament per a la institució hospitalaria.
- Matrimoni místic de santa Caterina o Tríptic dels dos sants Joan, (1474-1479), oli sobre taula de roure, 173,6 x 173,7 cm, retaule compost de:
  - Mare de Déu i Nen entronitzats amb quatre sants (plafó central);
  - El Degollament de Joan-Baptista (plafó esquerre);
  - L'Apocalipsi de Joan Evangelista (plafó dret);
- Tríptic de Jan Floreins, (1479), oli sobre taula, 46,3 x 57,4 cm (plafó central), 48,3 x 25 cm (panells laterals), retaule compost de:
  - Adoració dels Reis Mags (plafó central);
  - El Naixement de Crist (plafó esquerre);
  - La Presentació de Jésus al Temple (plafó dret);
- Retrat de Maria Moreel en Sibil·la pèrsica (1480), oli sobre taula, 38 x 26,5 cm
- Díptic de Martin van Nieuwenhove (1487), oli sobre taula, 44,7 x 33,5 cm;
- Reliquiari de Santa Úrsula, una capella en miniatura daurada amb pa d'or amb sis plafons inserits il·lustrant la Llegenda de Santa Úrsula, (1489), 87 x 33 x 91 cm
- Tríptic d'Adriaan Reins, (1480), oli sobre fusta, 43,8 x 35,8 cm (plafó central), 45,3 x 14,3 cm (panells laterals), retaule compost de:
  - Davallament de Crist (plafó central);
  - Adriaan Reins amb Sant Adrià (plafó esquerre);
  - Santa Wilgeforte (plafó dret);